# Bezirk Bukowsko
Bezirk Bukowsko – dawny powiat (Bezirk) kraju koronnego Królestwo Galicji i Lodomerii, funkcjonujący w latach 1854–1867. Siedzibą starostwa było miasteczko Bukowsko.

## Historia
Bezirk Bukowsko utworzono w ramach reformy uwłaszczeniowej z okresu Wiosny Ludów (1848–1849), która likwidowała jurysdykcję właściciela ziemskiego nad poddanymi. W Galicji, dominium – jako podstawowa jednostka administracyjna i filar systemu feudalnego straciło rację bytu. Konieczne stało się zatem wprowadzenie nowego systemu administracyjnego, którego zręby powstały w latach 1851–1855. Nowy trójstopniowy podział administracyjny objął 21 cyrkułów (niem. Kreise), 179 małych powiatów (niem. Bezirke) i ponad 6000 gmin (niem. Gemeinde). 
Bezirk Bukowsko objął obszar o wielkości 5,4 mil², zamieszkany był przez 15.850 ludzi i podzielony na 32 gminy katastralne, w tym dwa miasteczka (Bukowsko i Nowotaniec). Wszedł w skład cyrkułu sanockiego, jako jeden z jego jedenastu powiatów. Powiat posiadał odległą eksklawę, którą stanowiło Zubeńsko. Na południowym zachodzie (także poprzez eksklawę), na krótkim odcinku, powiat graniczył z Zalitawią.
Po nadaniu Galicji autonomii oraz powołaniu samorządu gminnego i powiatowego w 1865 zlikwidowano cyrkuły (Kreise). Dotychczasowe małe powiaty (Bezirke) w liczbie 179, utrzymały się do 1867 roku, kiedy to w następstwie kolejnej reformy administracyjnej (23 stycznia 1867) zostały zastąpione przez 74 większych powiatów. Jednym z tych nowych powiatów był powiat sanocki, w skład którego wszedł m.in. w całości zniesiony Bezirk Bukowsko. 1 sierpnia 1878 częściowo zmieniono granice powiatu sanockiego, włączając trzy gminy (Berezowiec, Czaszyn oraz zeksklawizowane Zubeńsko) do powiatu liskiego.

## Podział administracyjny (1854)
| Lp. | Gmina jednostkowa   | Powierzchnia | Ludność | Powiat w 1867 po zniesieniu |
| --- | ------------------- | ------------ | ------- | --------------------------- |
| 1   | Wola Sękowa         | 3532         | 908     | sanocki                     |
| 2   | Wola Jaworowa       | 3532         | 908     | sanocki                     |
| 3   | Nowotaniec (m)      | 354          | 533     | sanocki                     |
| 4   | Nadolany z Wygnanką | 1016         | 496     | sanocki                     |
| 5   | Nagórzany           | 232          | 431     | sanocki                     |
| 6   | Puławy z Wernejówką | 2034         | 701     | sanocki                     |
| 7   | Surowica            | 1791         | 444     | sanocki                     |
| 8   | Darów               | 1840         | 221     | sanocki                     |
| 9   | Wisłok Wielki       | 9264         | 2061    | sanocki                     |
| 10  | Moszczaniec         | 2463         | 458     | sanocki                     |
| 11  | Jasiel              | 1765         | 293     | sanocki                     |
| 12  | Zubeńsko            | 1415         | 395     | sanocki                     |
| 13  | Bukowsko (m)        | 2749         | 1602    | sanocki                     |
| 14  | Wolica              | 1240         | 248     | sanocki                     |
| 15  | Zboiska             | 614          | 149     | sanocki                     |
| 16  | Płonna              | 3031         | 832     | sanocki                     |
| 17  | Wysoczany           | 1443         | 345     | sanocki                     |
| 18  | Kożuszne            | 1443         | 147     | sanocki                     |
| 19  | Kamienne            | 581          | 150     | sanocki                     |
| 20  | Przybyszów          | 1119         | 357     | sanocki                     |
| 21  | Karlików            | 1086         | 378     | sanocki                     |
| 22  | Tokarnia            | 2465         | 384     | sanocki                     |
| 23  | Wola Piotrowa       | 1838         | 317     | sanocki                     |
| 24  | Morochów            | 1894         | 525     | sanocki                     |
| 25  | Zawadka             | 432          | 160     | sanocki                     |
| 26  | Mokre               | 873          | 427     | sanocki                     |
| 27  | Kulaszne            | 1135         | 379     | sanocki                     |
| 28  | Czaszyn             | 1987         | 698     | sanocki                     |
| 29  | Brzozowiec          | 546          | 195     | sanocki                     |
| 30  | Bełchówka           | 783          | 211     | sanocki                     |
| 31  | Ratnawica           | 406          | 188     | sanocki                     |
| 32  | Niebieszczany       | 2929         | 1217    | sanocki                     |

Objaśnienie:
(M) = miasto; (m) = miasteczko